# 約克皇家劇場
約克皇家劇場（York Theatre Royal）是位於英格蘭城市約克的一座劇場，歷史可以追溯至1744年。現在約克皇家劇場可以容納847名觀眾，和之前的863人相比略有減少。約克皇家劇場在中世紀時曾是聖萊昂納德醫院的所在地。現在約克皇家劇場是英格蘭II∗級登錄建築。